# Lozano (Familienname)
Lozano ist ein spanischer Familienname.

## Namensträger
- Alejandro Lozano (* 1975), mexikanischer Regisseur
- Angélica Lozano (* 1975), kolumbianische Rechtsanwältin und Politikerin
- Anthony Lozano (Anthony Rubén Lozano Colón, * 1993), honduranischer Fußballspieler
- Armando Lozano (* 1984), spanischer Fußballspieler
- Bani Lozano (* 1982), honduranischer Fußballspieler
- Bernardo Romero Lozano (Schauspieler, 1909) (1909–1971), kolumbianischer Schauspieler und Regisseur
- Bernardo Romero Lozano (Schauspieler, 1944) (1944–2005), kolumbianischer Schauspieler
- Brian Lozano (* 1994), uruguayischer Fußballspieler
- Carlos Lozano (* 1950), mexikanischer Politiker
- Carlos Eduardo Lozano Tovar (* 1930), kolumbianischer Diplomat
- Carolina Lozano (* 1996), argentinische Leichtathletin
- David Lozano Garbala (* 1974), spanischer Schriftsteller und Anwalt
- David Martín Lozano (* 1977), spanischer Wasserballspieler und -trainer
- Demetrio Lozano (* 1975), spanischer Handballspieler
- Diego Lozano (1924–2011), spanischer Fußballspieler
- Diosdado Lozano (* 1964), äquatorialguineischer Mittelstreckenläufer
- Enrique Lozano (1940–2017), spanischer Musiker
- Florencia Lozano (* 1969), US-amerikanische Schauspielerin
- Francisco Lozano Borgoni (1932–2008), mexikanischer Radrennfahrer
- Francisco de Paula del Villar y Lozano (1828–1901), spanischer Architekt
- Francisco-Javier Lozano Sebastián (* 1943), spanischer Geistlicher, Apostolischen Nuntius in Tansania
- Frank Lozano (Musiker) (* 1960), kanadischer Jazzmusiker
- Frank Lozano (Fußballspieler) (Frank Sebastián Lozano Rengifo; * 1993), kolumbianischer Fußballspieler
- Guillermina Lozano, US-amerikanische Genetikerin
- Gustavo Lozano (* 1951), mexikanischer Schwimmer
- Harold Lozano (* 1972), kolumbianischer Fußballspieler
- Hirving Lozano (* 1995), mexikanischer Fußballspieler
- Irma Lozano (* 1933), mexikanische Wasserspringerin
- Jaime Lozano (Boxer) (* 1948), mexikanischer Boxer
- Jaime Lozano (* 1978), mexikanischer Fußballspieler
- Javier Lozano Barragán (1933–2022), mexikanischer Geistlicher, Kurienkardinal der römisch-katholischen Kirche
- Javier Lozano Chavira (* 1971), mexikanischer Fußballspieler
- Javier Lozano Cid (* 1960), spanischer Futsalspieler und -trainer
- Jesús Olmo Lozano (* 1985), spanischer Fußballspieler
- Jorge Lozano (* 1963), mexikanischer Tennisspieler
- Jorge Eduardo Lozano (* 1955), argentinischer Geistlicher, Erzbischof von San Juan de Cuyo
- Jorge Enrique Lozano Zafra (* 1938), kolumbianischer Geistlicher, Bischof von Ocaña
- Jorge Tadeo Lozano (1771–1816), neugranadischer Wissenschaftler, Journalist und Politiker
- José Guadalupe Padilla Lozano (1920–2013), mexikanischer Geistlicher, Bischof von Veracruz
- José María Lozano (* 1940), mexikanischer Basketballspieler
- José Jiménez Lozano (1930–2020), spanischer Schriftsteller
- Juan Lozano (Juan José Lozano Bohórquez; * 1955), spanischer Fußballspieler
- Julio Lozano Díaz (1885–1957), honduranischer Politiker, Präsident 1954 bis 1956
- Lee Lozano (1930–1999), US-amerikanische Künstlerin
- Lourdes Lozano (* 1962), mexikanische Fechterin
- Luis Lozano (* 1945), mexikanischer Kanute
- Margarita Lozano (1931–2022), spanische Schauspielerin
- María de Lourdes Lozano Vilano, mexikanische Zoologin
- Mariano Lozano (1894–1968), mexikanischer Tennisspieler
- Miguel Ángel Lozano (* 1978), spanischer Fußballspieler
- Mónica Lozano (* 1956), US-amerikanische Verlegerin und Managerin
- Oriol Lozano (* 1981), spanischer Fußballspieler
- Óscar Lozano (* 1928), mexikanischer Sportschütze
- Rafael Lozano (Boxer, 1970) (* 1970), spanischer Boxer
- Rafael Lozano (Boxer, 2004) (* 2004), spanischer Boxer
- Rafael Aceves y Lozano (1837–1876), spanischer Komponist und Pianist
- Raúl Lozano (* 1956), argentinischer Volleyballspieler
- Ray Lozano (* 1989), deutsch-philippinische Singer-Songwriterin
- Rodrigo Ríos Lozano (* 1990), spanischer Fußballspieler, siehe Rodri (Fußballspieler, 1990)
- Sergio Lozano (* 1952), mexikanischer Boxer
- Timo Lozano († 2014), US-amerikanisch-mexikanischer Tänzer und Choreograf
- Tomás Lozano (1912–1982), mexikanischer Fußballspieler
- Wintilo Lozano (1919–2009), US-amerikanisch-mexikanischer Fußballspieler